# Distretto di Garwula
Il distretto di Garwula è un distretto della Liberia facente parte della contea di Grand Cape Mount.